# West End (Den Haag)
De West End op de hoek van de Fahrenheitstraat en de Laan van Meerdervoort in de Valkenboskwartier, Den Haag, is een voormalig filmschouwburg naar ontwerp van architect A.J. Westerman. Het om haar akoestiek geroemde 'geluidstheater' bevatte circa 850 zitplaatsen en was operationeel van 1931 tot 1968 toen het wegens teruglopende bezoekersaantallen gesloten werd. Thans bevindt zich in het pand een filiaal van de Plus supermarkt.

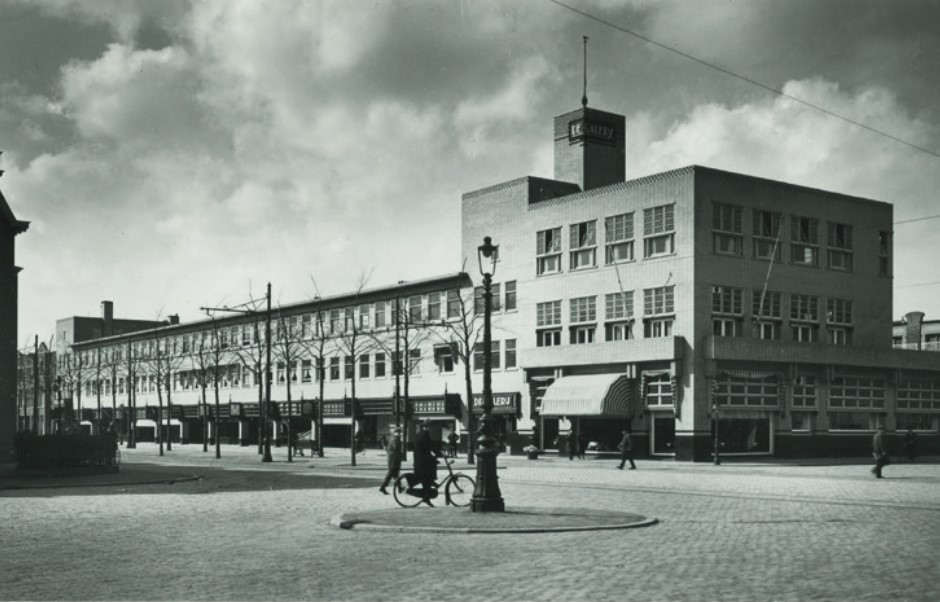
De winkelgalerij op de hoek van Laan van Meerdervoort en Fahrenheitstraat in de jaren 1920. Aan de rechterkant, naast café De Galerij, zou later West End bijgebouwd worden.

 Het pand van West End staat op de plek van de voormalige Haagsche Hopjes-fabriek Rademaker, in een langs de Laan van Meerdervoort en Fahrenheitstraat gelegen winkelgalerij, naast café De Galerij. Het valt onder het Valkenboskwartier met in de nabijheid de Bomen- en Bloemenbuurt en Vruchtenbuurt. Omdat het ver van het Haagse centrum gelegen was, was West End in de eerste plaats een buurtbioscoop.

## Geschiedenis
Filmschouwburg West End  werd in 1931 geopend. Het was het twaalfde theater dat deel uitmaakte van de in 1921 tot stand gekomen Nederlandse Bioscoopbond. Behalve films werden er ook concerten, balletten en voorstellingen door de Snip en Snap-revue, Toon Hermans en Tom Manders en Cor Ruys gehouden.
Na de oorlog werd het theater onderdeel van het Tuschinski-concern en werd het voornamelijk een bioscoop. Films leken echter minder te worden vertoond toen Toon Hermans in 1958 en 1960 optrad met zijn One man shows: in de ochtend werd toen nog wel films vertoond, maar tegen 1963 lijkt het cabaret de films geheel uit West End verdreven te hebben.
Wegens teruglopende bezoekersaantallen werd West End in 1968 gesloten. In 1971 kwam er een supermarkt in en anno 1997 werd het als textielzaak gebruikt. Thans bevindt zich een filiaal van de Plus supermarkt in het pand.

## Beschrijving
Het gebouw was naar de begrippen van destijds modern uitgevoerd. De ruim 22 meter brede gevel is in gele baksteen uitgevoerd, in harmonie met het daarnaast gelegen café De Galerij, dat door dezelfde architect was ontworpen. De strakke lijn is gebroken door luifel, dat over bijna de gehele breedte van de gevel loopt. De gevel werd deels door neon en deels met floodlight verlicht.
Het pand had een foyer dat was gecreëerd via een doorbraak naar het naastgelegen restaurant. De hal gaf toegang tot de kubische zaal van 23 bij 20 meter, waarin zich tevens een balkon bevond. De zaal bevatte tussen de 800 en 900 zitplaatsen. Achter het balkon bevond zich een foyer, en aan de zijkanten van de hal kantoren, garderobes en toiletten. Het toneel was 10 meter breed en 7 meter hoog. Ondanks dat de geluidsfilm toen zijn intrede gemaakt had, was voor het toneel een orkestruimte ingericht met ruimte voor circa 10 musici.

De zaal en het toneel waren bekleed met hoge, mahoniekleurige betimmeringen, geaccentueerd door decoraties van Jaap Gidding. Voor het comfort van de bezoeker werd in dit theater afgeweken van de destijds voor de meeste theaters geldende vaste maten: de stoelen en fauteuils in West End waren speciaal voor West End in kloeke en comfortabele vorm uitgevoerd.

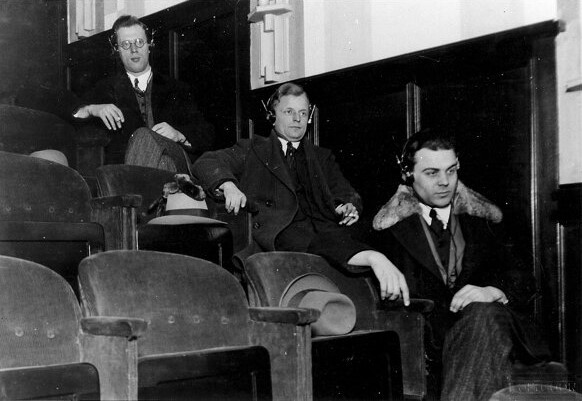
West End was in 1932 een van de eerste in Nederland die geluidsfilm vertoonden, met de mogelijkheid van koptelefoons.

 Behalve als bioscoop functioneerde West End ook als schouwburg. Het gebouw bevatte een uitgekiend akoestisch systeem dat behalve voor geluidsfilms ook bij uitstek geschikt was voor theatervoorstellingen. West End werd gebouwd toen de geluidsfilm nog net om de hoek kwam kijken en kon daarom als modern geluidsfilm-theater worden ingericht met een geluidsinstallatie van Klangfilm, toentertijd state of the art. West End werd dan ook wel een 'geluidstheater' genoemd. Voor slechthorenden waren bovendien op acht plaatsen op het balkon aansluitingen voor koptelefoons ingebouwd.